# Charles Conrad

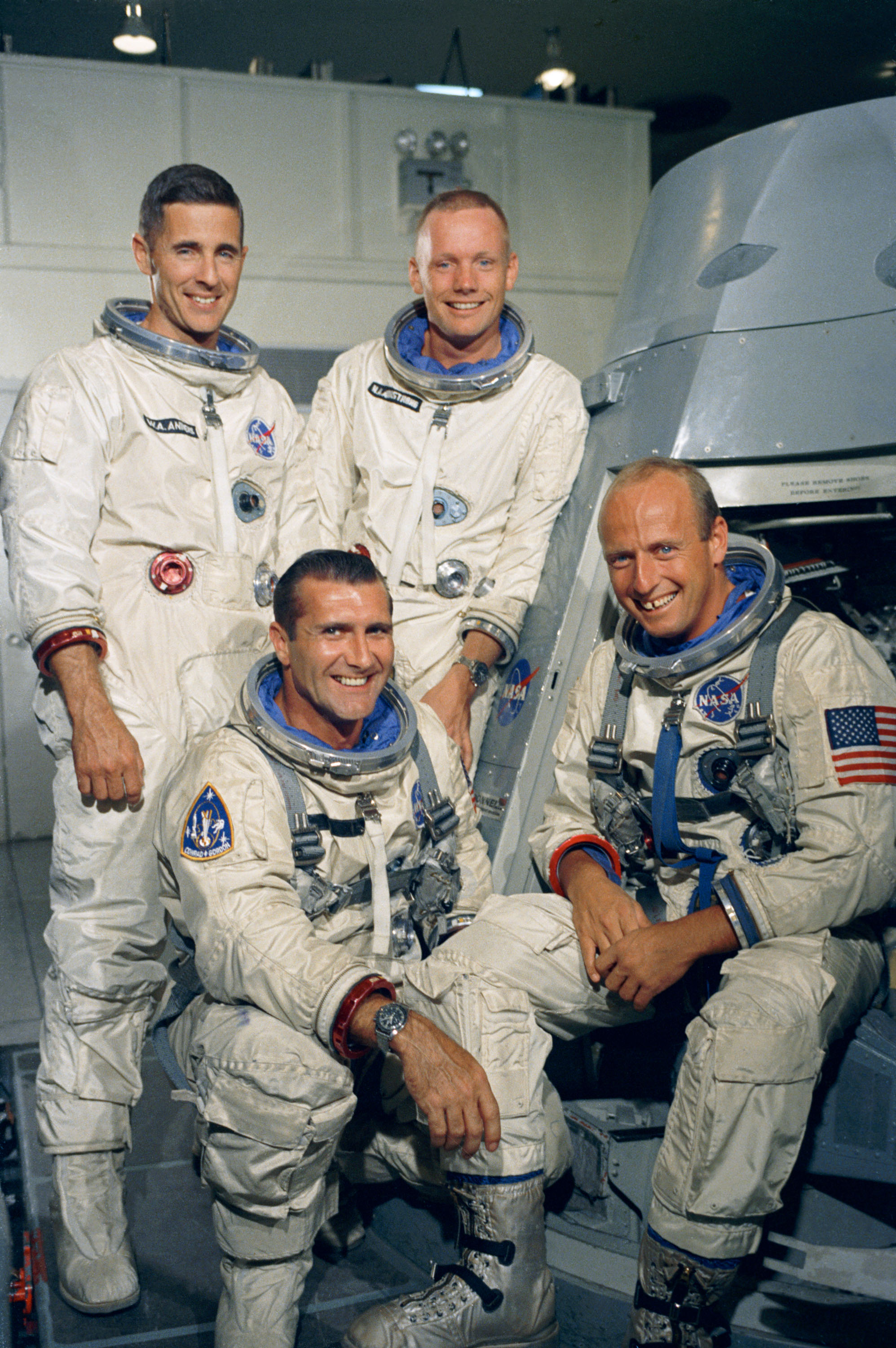
Załogi misji Gemini 11 – od lewej: (siedzą) Richard Gordon i Charles Conrad (stoją) William Anders i Neil Armstrong

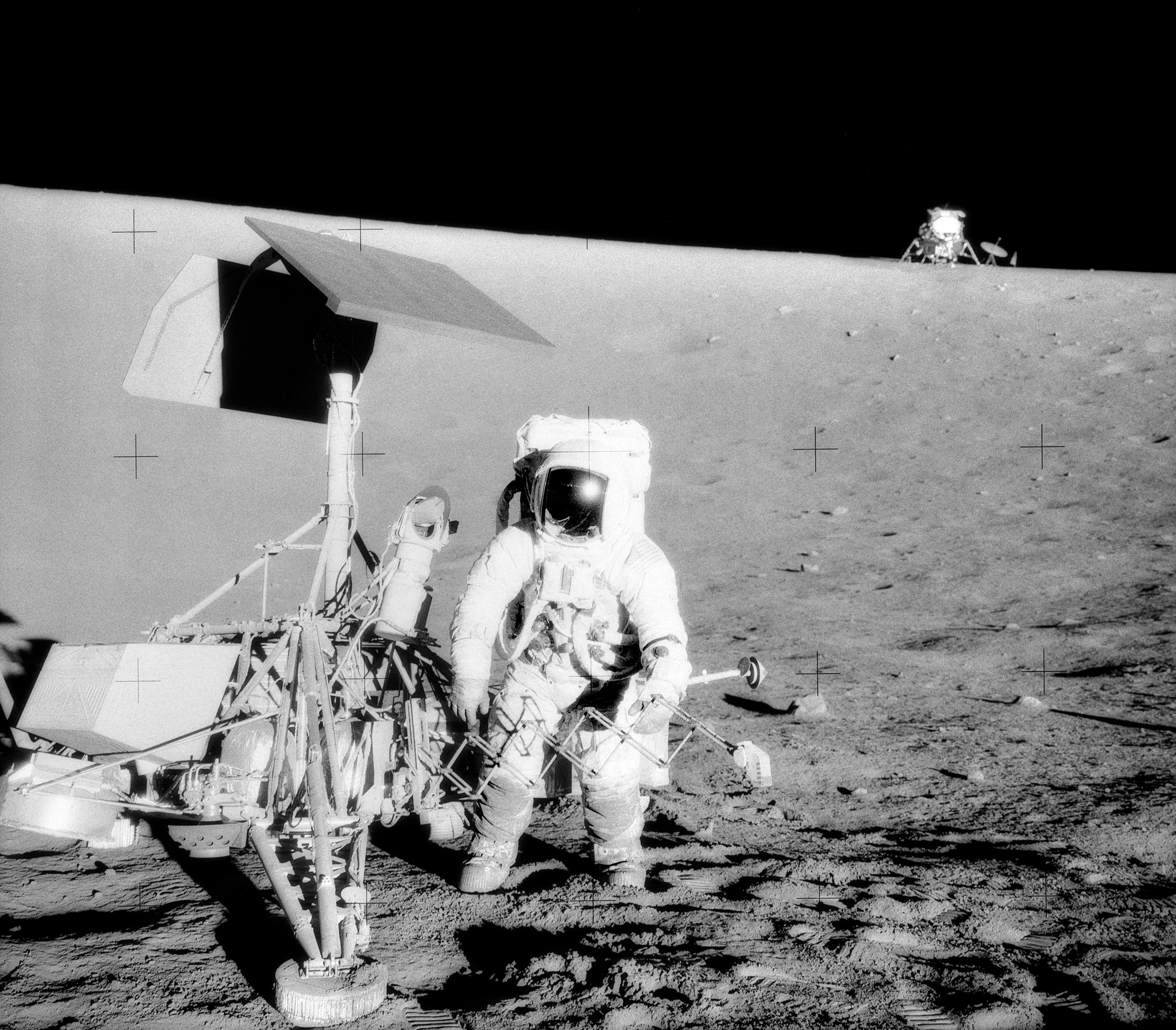
Apollo 12 – Conrad przy sondzie Surveyor 3

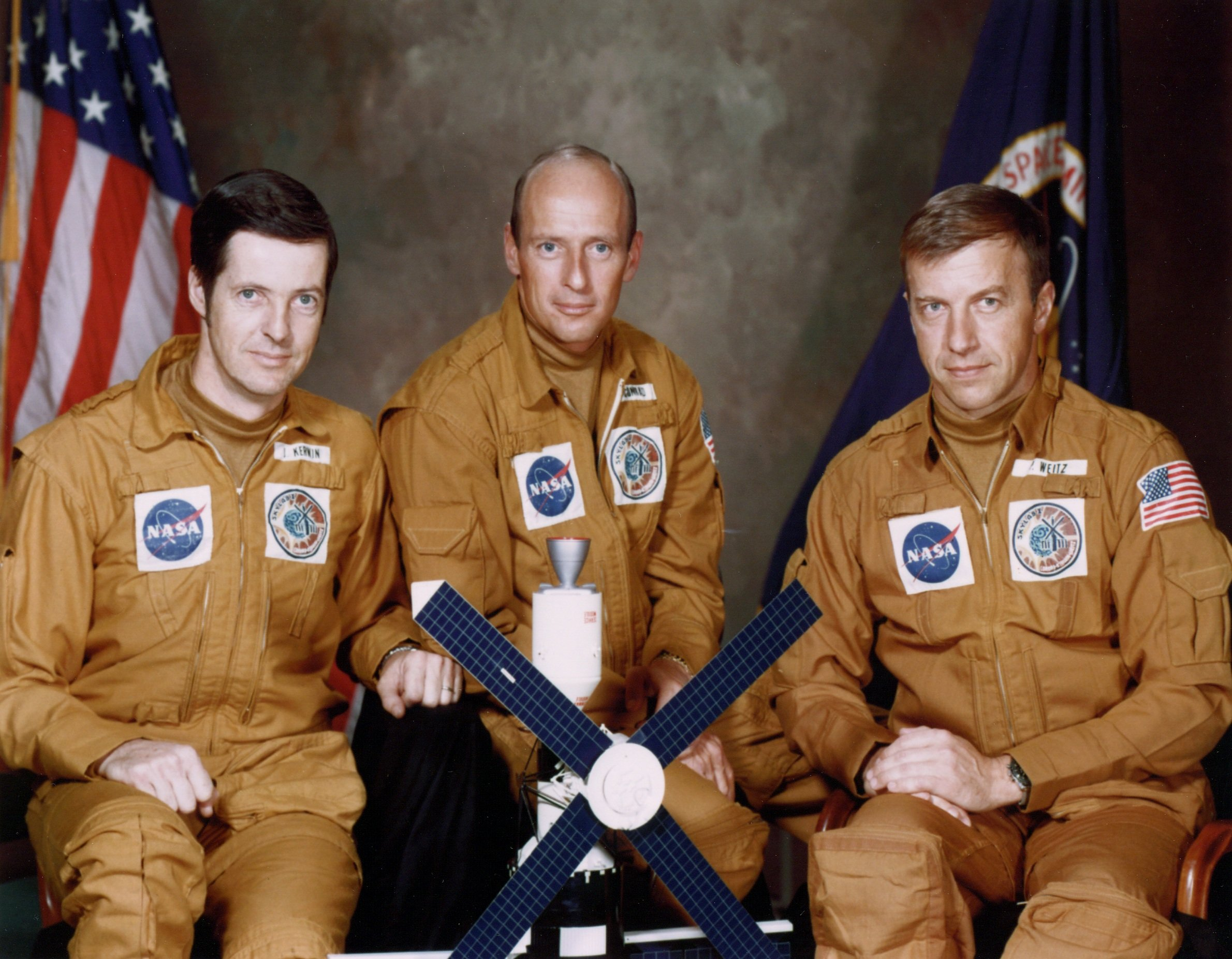
Pierwsza załoga stacji orbitalnej Skylab – od lewej: Joseph Kerwin, Charles Conrad i Paul Weitz

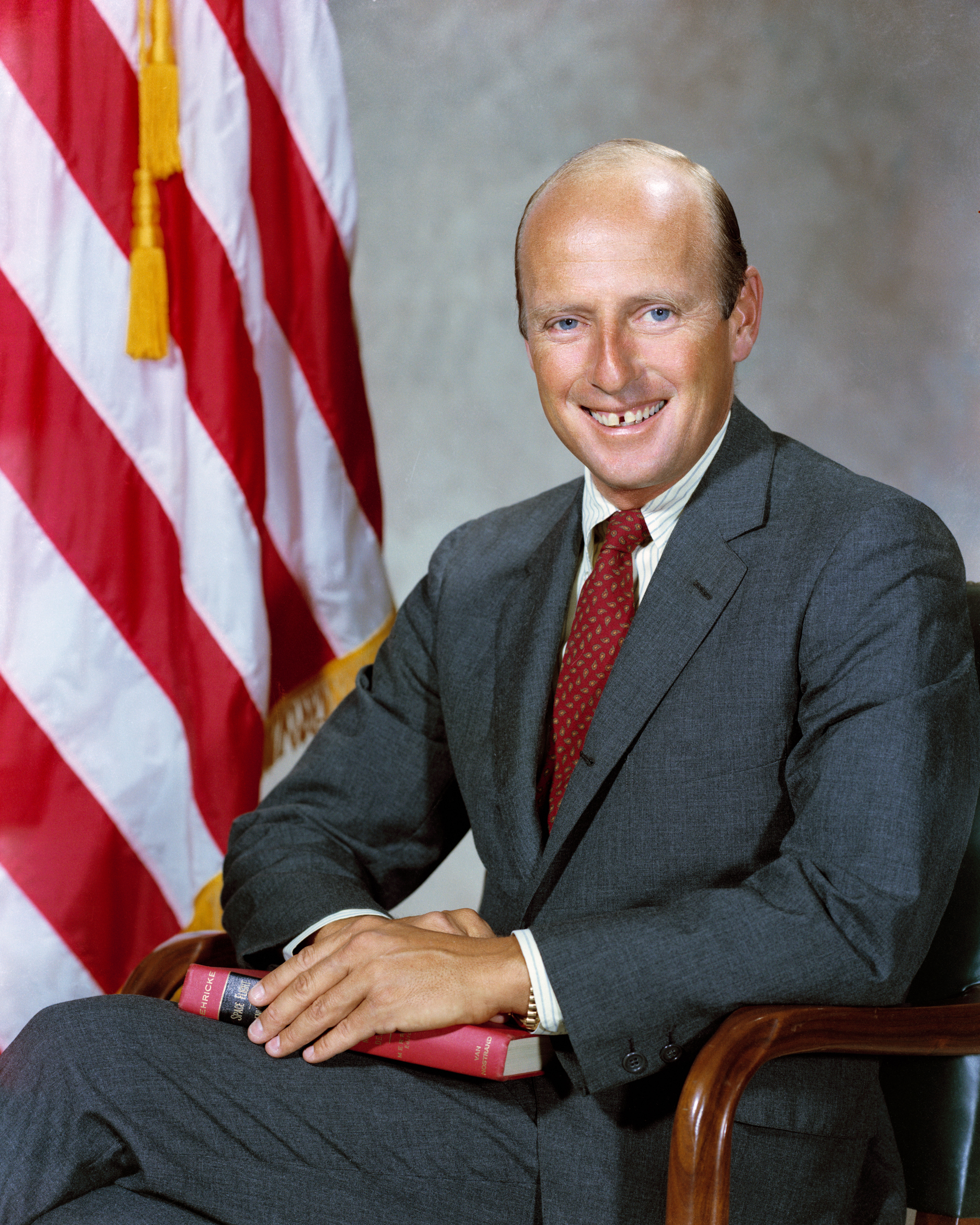
Charles „Pete” Conrad, 1971

Charles „Pete” Conrad Jr. (ur. 2 czerwca 1930 w Filadelfii, zm. 8 lipca 1999 w Ojai w Kalifornii) – amerykański astronauta i pilot wojskowy, komandor United States Navy. Jako trzeci człowiek w historii stanął na powierzchni Księżyca. Odbył cztery loty kosmiczne w ramach programów: Gemini, Apollo i Skylab.

## Wykształcenie oraz służba wojskowa
Szkołę podstawową ukończył w Haverford w Pensylwanii, a średnią (Darrow High School) w New Lebanon w stanie Nowy Jork.
- 1953 – ukończył studia na Uniwersytecie Princeton, uzyskując licencjat z inżynierii lotniczej i wstąpił do Marynarki Wojennej Stanów Zjednoczonych. W bazie lotniczej Pensacola na Florydzie przeszedł kurs lotniczy, po którym został skierowany do bazy lotniczej Jacksonville w tym samym stanie.
- 1957 – wstąpił do Szkoły Pilotów Doświadczalnych w Naval Air Station Patuxent River w stanie Maryland. Po jej ukończeniu służył w tej bazie jeszcze przez kilka lat. Początkowo jako pilot doświadczalny a później jako instruktor.
- 1961–1962 – pilot-instruktor szkolenia na samolotach F-4 Phantom w 121 eskadrze myśliwców (VF-121) w lotniczej bazie marynarki wojennej Miramar w Kalifornii.
- 1962 – do czasu zaliczenia go do drugiej grupy amerykańskich astronautów (NASA-2(inne języki)) był oficerem odpowiedzialnym za bezpieczeństwo lotów w 96 eskadrze myśliwców (VF-96) na pokładzie lotniskowca USS „Ranger”.
- Grudzień 1973 – przeszedł do rezerwy w stopniu komandora Marynarki Wojennej USA.

Podczas kariery lotniczej wylatał ponad 6500 godzin, z czego ponad 5000 na samolotach z napędem odrzutowym.

## Kariera astronauty
- 1959 – był jednym z finalistów podczas przeprowadzania naboru do pierwszej grupy astronautów NASA (NASA-1), jednakże nie został do niej zakwalifikowany.
- 17 września 1962 – został członkiem drugiej grupy astronautów NASA (NASA-2).
- 1970 – wyznaczono go na dowódcę misji Apollo 20. Miał to być ostatni lot człowieka na Księżyc w ramach programu Apollo. Program lotów został jednak skrócony i misja ta została odwołana.
- 1 lutego 1974 – odszedł z NASA.

## Program Gemini

### Gemini 5
Pierwszy lot kosmiczny odbył w charakterze drugiego pilota na pokładzie statku kosmicznego Gemini 5. Dowódcą wyprawy był Gordon Cooper. Start do misji nastąpił 21 sierpnia 1965. Jej celem był ośmiodniowy pobyt astronautów na orbicie okołoziemskiej oraz przeprowadzenie testów systemów nawigacyjnych i manewrowych. Podczas lotu przeprowadzono m.in. seans łączności ze znajdującym się 62,6 m pod wodą laboratorium Sealab 2, w którym znajdował się astronauta Scott Carpenter. Kapsuła z astronautami wodowała 29 sierpnia 1965 na Oceanie Atlantyckim. Rekordowy, na tamte czasy, lot udowodnił, że człowiek jest w stanie nieważkości wytrzymać tyle, ile potrzeba astronautom na lot do Księżyca i z powrotem.
Podczas lotu Gemini 8 był dowódcą załogi rezerwowej, w skład której wchodził również Richard Gordon.

### Gemini 11
12 września 1966 Conrad poleciał w kosmos po raz drugi, tym razem jako dowódca statku kosmicznego Gemini 11. Pilotem podczas tej misji był Richard Gordon. Podczas wyprawy astronauci pięciokrotnie połączyli statek Gemini 11 z wystrzelonym wcześniej stopniem rakiety Atlas-Agena (GATV-11) i przy pomocy silników Ageny podnieśli oba pojazdy na rekordową wysokość 1368 km. 13 września 1966 Gordon podczas spaceru kosmicznego zdjął pułapkę meteorytową zainstalowaną na powierzchni GATV-11 i połączył oba pojazdy trzydziestometrową liną. Pozwoliło to na przeprowadzenie eksperymentu polegającego na wytworzeniu sztucznej grawitacji (siła odśrodkowa wyniosła 0,0015 g). 15 września 1966 kapsuła Gemini 11 wodowała na Atlantyku.

## Program Apollo
22 grudnia 1966 został wyznaczony na dowódcę załogi rezerwowej pierwszego lotu załogowego statku Apollo, który był zaplanowany na grudzień 1967 (lot AS-503). Po pożarze Apollo 1 w styczniu 1967 wszystkie planowane loty statków tego typu zostały odłożone. W listopadzie 1967 Conrad oraz Richard Gordon i Alan Bean weszli w skład załogi dublerów podczas lotu statku Apollo 9 (AS-504). Conrad podczas tej misji był operatorem łączności z załogą (CapCom) w Centrum Kierowania Lotem.
Apollo 12
14–24 listopada 1969 jako dowódca misji odbył swój trzeci lot kosmiczny na pokładzie statku Apollo 12. Pilotem modułu dowodzenia był Richard Gordon, a pilotem modułu księżycowego LM – Alan Bean. Był to drugi lot kosmiczny, podczas którego dwóch astronautów wylądowało na powierzchni Księżyca. Conrad był trzecim człowiekiem, który postawił stopę na Srebrnym Globie. 19 listopada 1969 moduł księżycowy Interpid wylądował na Oceanie Burz zaledwie 163 metry od sondy Surveyor 3, która wylądowała tam ponad dwa lata wcześniej. Conrad po znalezieniu się na powierzchni Księżyca zażartował: „Whoopie! Man, that may have been a small one for Neil, but that’s a long one for me”. („Hura! Człowieku, może dla Neila to był mały krok, ale dla mnie jest duży.”) Astronauci pozostali na Księżycu przez ponad 31 godzin. Podczas dwóch spacerów kosmicznych zebrali z jego powierzchni 34,4 kg próbek gruntu i skał. Na Ziemię przywieźli także elementy zdemontowane z sondy Surveyor 3 (kamerę i próbnik gruntu). 24 listopada kabina załogowa Apolla 12 „Yankee Clipper” opadła na wody Oceanu Spokojnego. Wysoka fala spowodowała, że kapsuła z astronautami początkowo znalazła się wierzchołkiem w dół (pozycja stabilna II) i dopiero napełnienie pływaków spowodowało, iż przybrała prawidłową pozycję.

## Program Skylab
Skylab 2
19 stycznia 1972 został mianowany dowódcą pierwszej załogi, która miała udać się na pokład amerykańskiej stacji kosmicznej Skylab. Misja odbyła się w dniach 25 maja – 22 czerwca 1973. W skład załogi wchodzili również Joseph Kerwin oraz Paul Weitz. Podczas lotu astronauci wykonali liczne eksperymenty naukowe. 7 i 16 czerwca Conrad dwukrotnie wychodził na zewnątrz stacji m.in. w celu odblokowania jednej z baterii słonecznych, która nie mogła się rozwinąć.

## Po opuszczeniu NASA
- 1973 – odszedł z NASA oraz Marynarki Wojennej i został wiceprezesem korporacji American Television and Communications Corp. w Denver.
- Marzec 1976 – rozpoczął pracę w oddziale systemów rakietowych i kosmicznych firmy McDonnell Douglas w Saint Louis. W 1980 został wiceprezesem ds. marketingu.
- 1990 – przeniósł się do McDonnell Douglas Space Company w Kalifornii. Brał udział w pracach programu „Inicjatywy w dziedzinie badań kosmicznych”, dotyczącego takich zagadnień jak budowa stacji kosmicznej Freedom, wznowienie lotów na Księżyc, lot na Marsa oraz budowa jednostopniowej rakiety Delta Clipper(inne języki).
- 1994–1995 – brał udział w testach powietrznych rakiety DC-X (Delta Clipper), kierując zdalnie jej startem i lądowaniem.
- Marzec 1996 – założył własną firmę Universal Space Line zajmującą się komercjalizacją startów kosmicznych.
- 1998 – wystąpił w dwóch częściach miniserialu stacji HBO Z Ziemi na Księżyc (From the Earth to the Moon).

## Wypadek i śmierć
8 lipca 1999 zginął w wypadku motocyklowym na przedmieściach Ojai w Kalifornii. Został pochowany na Cmentarzu Narodowym w Arlington.

## Odznaczenia i nagrody
- Navy Distinguished Service Medal – dwukrotnie
- Distinguished Flying Cross – dwukrotnie
- NASA Distinguished Service Medal – dwukrotnie
- NASA Exceptional Service Medal – dwukrotnie
- Navy Astronaut Wings
- Złoty Medal FAI im. Jurija Gagarina
- Medal FAI im. de la Vaulx (1970, 1974)
- Congressional Space Medal of Honor (1978)
- Aviation Hall of Fame (1980)
- Nagroda Lowella Thomasa (1989)[2]
- Universal Astronaut Insignia za lot orbitalny (nr 20, pośmiertnie) – Stowarzyszenie Uczestników Lotów Kosmicznych (Association of Space Explorers(inne języki))[3]

## Wykaz lotów
| Loty kosmiczne, w których uczestniczył Charles „Pete” Conrad            | Loty kosmiczne, w których uczestniczył Charles „Pete” Conrad | Loty kosmiczne, w których uczestniczył Charles „Pete” Conrad | Loty kosmiczne, w których uczestniczył Charles „Pete” Conrad | Loty kosmiczne, w których uczestniczył Charles „Pete” Conrad | Loty kosmiczne, w których uczestniczył Charles „Pete” Conrad |
| Nr                                                                      | Data startu                                                  | Data lądowania                                               | Statek kosmiczny                                             | Funkcja                                                      | Czas trwania                                                 |
| ----------------------------------------------------------------------- | ------------------------------------------------------------ | ------------------------------------------------------------ | ------------------------------------------------------------ | ------------------------------------------------------------ | ------------------------------------------------------------ |
| 1                                                                       | 21 sierpnia 1965                                             | 29 sierpnia 1965                                             | Gemini 5                                                     | Drugi pilot                                                  | 7 dni 22 godziny 55 minut i 14 sekund                        |
| 2                                                                       | 12 września 1966                                             | 15 września 1966                                             | Gemini 11                                                    | Dowódca misji                                                | 2 dni 23 godziny 17 minut i 8 sekund                         |
| 3                                                                       | 14 listopada 1969                                            | 24 listopada 1969                                            | Apollo 12                                                    | Dowódca misji                                                | 10 dni 4 godziny 36 minut i 25 sekund                        |
| 4                                                                       | 26 maja 1973                                                 | 22 czerwca 1973                                              | Skylab 2                                                     | Dowódca misji                                                | 28 dni 49 minut i 49 sekund                                  |
| Łączny czas spędzony w kosmosie – 49 dni 3 godziny 38 minut i 36 sekund |                                                              |                                                              |                                                              |                                                              |                                                              |